# Russell Group
Il Russell Group è una rete di ventiquattro università britanniche che ricevono in totale oltre due terzi dei finanziamenti alla ricerca nel Regno Unito. È a volte considerato l'equivalente britannico della Ivy League.
L'ammissione in una delle università del Russell Group è molto selettiva: il rapporto tra posti disponibili e richieste di ammissione è in media 1 a 8, e in alcuni corsi anche 1 a 20.

## Membri
I membri del gruppo sono:
- Università di Birmingham
- Università di Bristol
- Università di Cambridge
- Università di Cardiff
- Università di Durham
- Università di Edimburgo
- Università di Exeter
- Università di Glasgow
- Imperial College London
- King's College London, (Università di Londra)
- University College London, (Università di Londra)
- Università di Leeds
- Università di Liverpool
- London School of Economics, (Università di Londra)
- Università di Manchester
- Università di Newcastle
- Università di Nottingham
- Queen Mary, University of London, (Università di Londra)
- Queen's University Belfast
- Università di Oxford
- Università di Sheffield
- Università di Southampton
- Università di York
- Università di Warwick